# Spundekäs

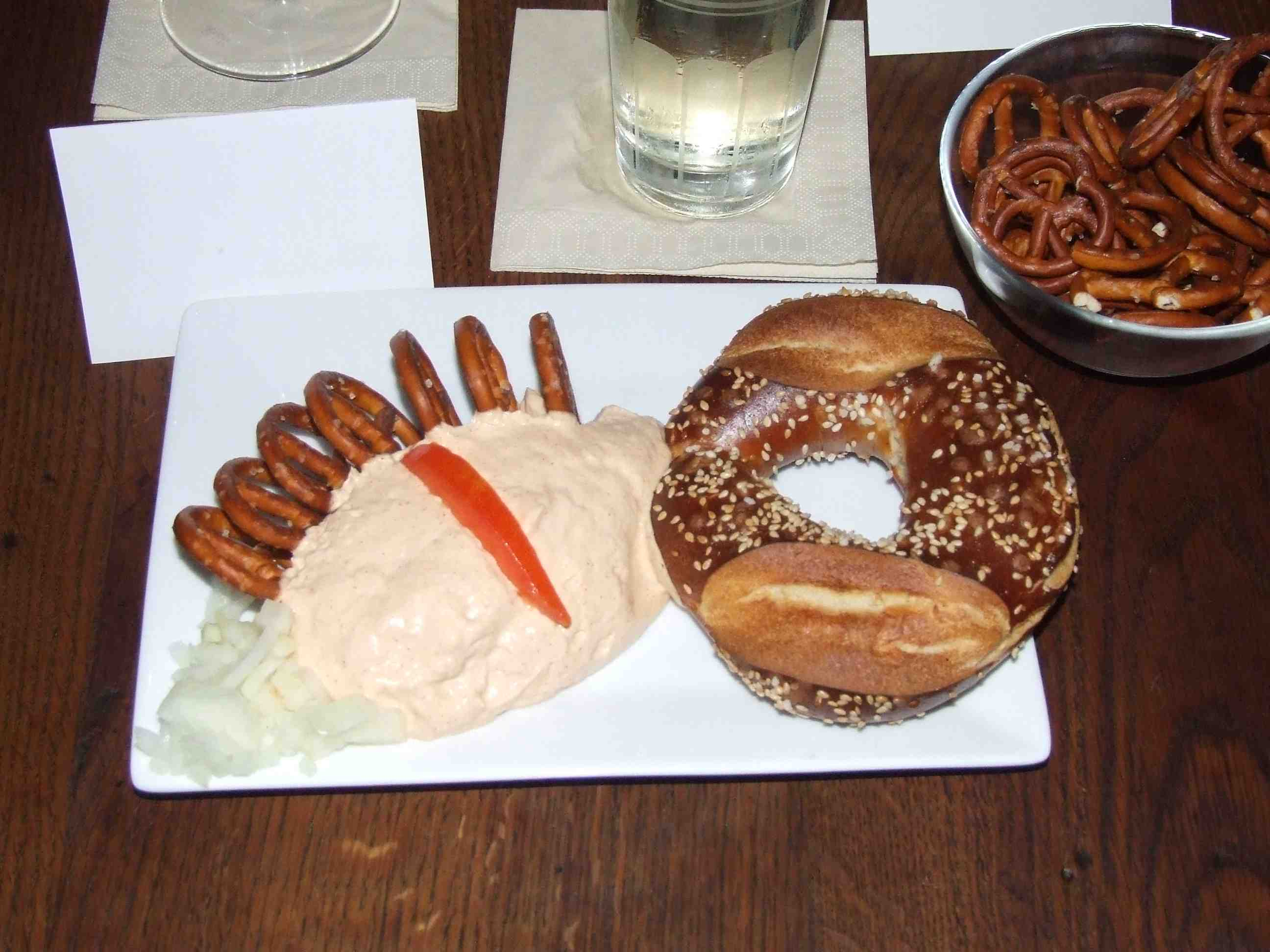
Une portion de Spundekäs avec un Laugenbrezel, ainsi que de petits Salzbrezeln.

Le Spundekäs est une préparation de fromage frais qui vient à l'origine de Hesse rhénane. La forme traditionnelle est  conique comme la fermeture d'un tonneau (bonde). Les ingrédients de base du Spundekäs se composent toujours de fromage frais, beurre, oignons, poivre, sel et piment doux. 
Selon la recette, le Spundekäs est aussi préparé avec de la crème aigre ou fraîche. Les épices et les herbes peuvent varier. Le Spundekäs est servi généralement comme snack ou hors-d'œuvre avec des bretzels. Il s'allie excellemment au vin blanc et est donc servi avec les vins de la Hesse-rhénane et du Rhin. Le Spundekäs est aussi proposé au niveau suprarégional comme produit fini dans les supermarchés.